# Canaliculitis
Canaliculitis is een ontsteking van de traankanalen (canaliculi lacrimales). Een schurend gevoel en obstructie van de traanbuis kunnen een gevolg zijn.

## Oorzaak
De infectie komt vaak unilateraal voor en wordt in de chronische vorm veroorzaakt door anaerobe gram-negatieve bacteriën, vaak door Actinomyces israelii. Overige acute oorzaken zijn een herpes-zoster- of herpes-simplexinfectie.